# Javierre
Javierre (aragonesisch Ixabierre de Bielsa) ist ein spanischer Ort in den Pyrenäen in der Provinz Huesca der Autonomen Gemeinschaft Aragonien. Der Ort gehört zur Gemeinde Bielsa. Javierre hatte im Jahr 2015 44 Einwohner.

## Geografie
Javierre liegt im Valle de Pineta, einen Kilometer westlich von Bielsa.

## Sehenswürdigkeiten
- Kirche Santa Eulalia, erbaut Ende des 12. und Anfang des 13. Jahrhunderts (Bien de Interés Cultural)

## Weblinks

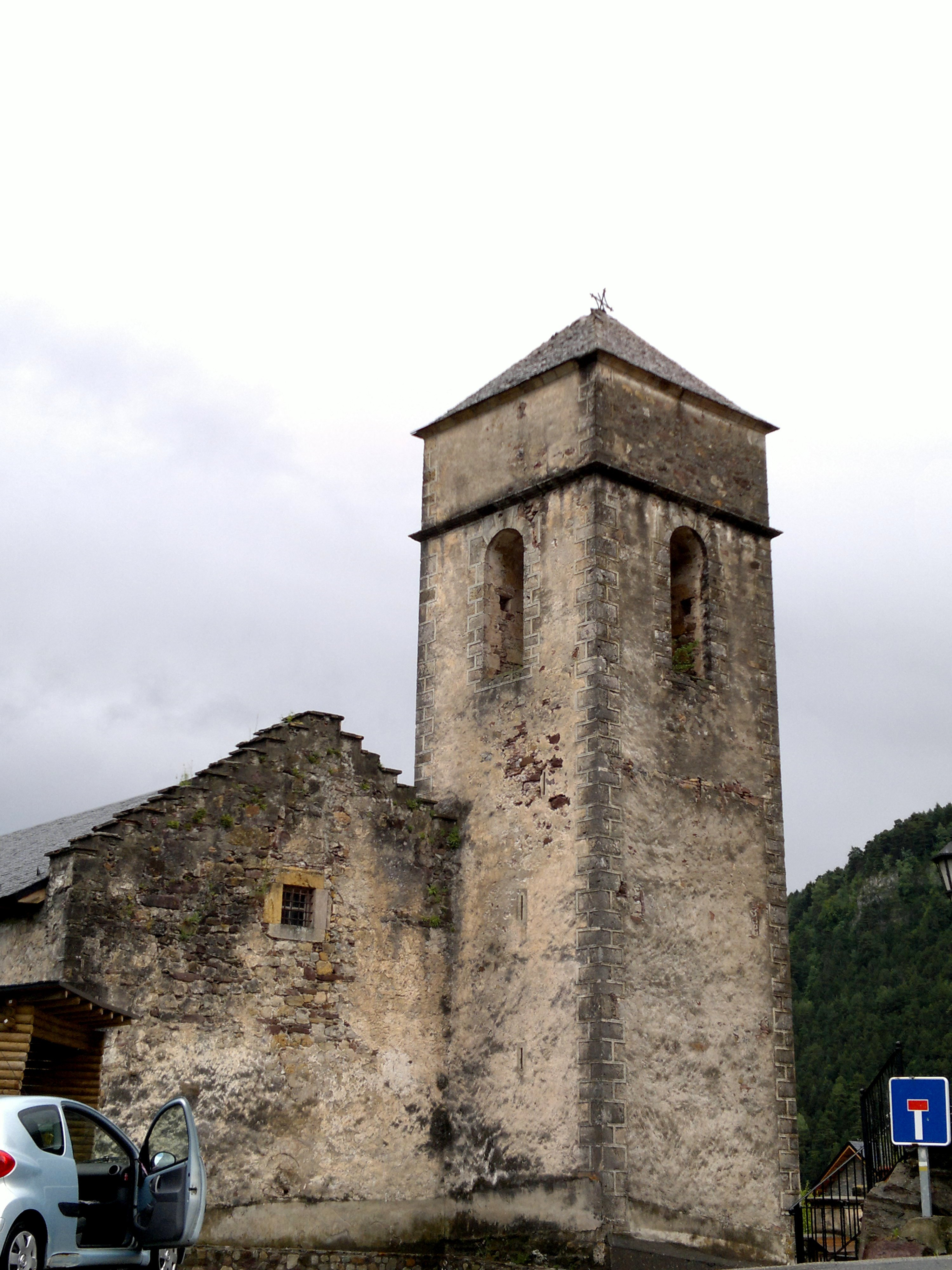
Kirche Santa Eulalia